# Oulastrea
Genre
Oulastrea est un genre de scléractiniaires (coraux durs). Bien que parfois assigné à la famille des Faviidae, ce genre est actuellement considéré comme de position incertaine au sein de l'arbre phylogénique des coraux durs .

## Liste des espèces
Le genre Oulastrea comprend les espèces suivantes :
| Selon World Register of Marine Species (24 juillet 2015) : - Oulastrea crispata (Lamarck, 1816) | Selon ITIS (24 juillet 2015) : - Oulastrea crispata (Lamarck, 1816) |

Selon Paleobiology Database (24 juillet 2015) :
- Oulastrea crispata
- Oulastrea praecrispata